# (73464) 2002 NY54
(73464) 2002 NY54 – planetoida z pasa głównego asteroid okrążająca Słońce w ciągu 5,22 lat w średniej odległości 3,01 j.a. Odkryta 5 lipca 2002 roku.